# 金子九郎
金子 九郎（かねこ くろう、1902年-1982年）は、日本の造園学者、地方公務員。日本児童遊園協会常務理事等を歴任。児童指導理論家。

## 略歴
- 1928年、東京帝国大学農学部農学科を卒業し、1933年まで同大学大学院に在籍。
- 1933年から1944年まで、東京市公園課、内務省都市計画東京地方委員会、横浜市都市計画課などに勤務。
- 1945年から1951年まで、新潟県立農林専門学校教授。その他、日本女子大学家政学部生活芸術学科、日本大学農獣医学部農学科、明治大学の農学部農学科と工学部建築学科などで非常勤講師を歴任する。
- 1956年から1957年まで、アフガニスタン・カーブル市技術顧問
- 1959年から1964年まで、日本造園学会理事および常務理事
- 1964年、国際造園連盟IFLA日本大会事務局長。
- 1965年、建設大臣表彰。1972年、勲四等瑞宝章。
- 1975年、第4回日本公園緑地協会北村賞受賞。

## 著書
- 歩いたところと着いたところ,それが結局造園という学会なのだろうか(<特集>学会50年の回顧と展望 造園雑誌 40(4), 11-12, 15, 1977年3月号）
- 子どもと自然 (子どもと自然(特集) 月刊福祉 1970-07月号）
- 児童公園の役割-特集・子どもの遊び場（月刊福祉 1965-07月号）
- IFLAの史的展望(<主集>IFLAの日本開催 造園雑誌 1963-02月号）
- I.F.L.A.大会が日本で開かれる意味（造園雑誌 1961-12月号）
- 欧州の遊び場を見て（新都市 1961-10月号）
- 造園の図式(その1) 造園雑誌 1959-12月号）
- 造園の本質に関する一つの図式について(昭和34年度春季大会研究発表要旨 造園雑誌 1959-08月号）
- ブラツセル万国博と会場造園（造園雑誌, 1959-03月号）
- 造園に於ける自然感情、造型意志、機能性(昭和31年度春季大会研究発表要旨 造園雑誌 1956-08月号）
- 庭園に於ける「現代」のもつ意味 : 庭園の芸術的基礎に関する若干の考察(昭和30年度春季大会,研究発表論文梗概 造園雑誌 1955-09月号）
- 近隣制に於ける公園の位置とその構造（造園雑誌 1941-12月号）
- 山林空襲と國土計畫（造園雑誌 1940-12月号）
- 公園に於ける兒童指導に就て（造園雑誌 1940年7月号）